# حسين أباد 20 (مهر أباد)
حسين أباد 20 (بالفارسية: حسین‌آباد) هي منطقة سكنية تقع في إيران في يزد.[بحاجة لمصدر] يُقدّر عدد سكانها بـ 289 نسمة.